# بیارنی بندیکتسن
بیارنی بندیکتسن (انگلیسی: Bjarni Benediktsson؛ زادهٔ ۲۶ ژانویهٔ ۱۹۷۰) سیاستمدار اهل ایسلند و نخست‌وزیر کنونی این کشور است. وی پیشتر از ۱۱ ژانویه ۲۰۱۷ تا ۳۰ نوامبر ۲۰۱۷ نیز نخست‌وزیر این کشور بود. او در ۹ آوریل ۲۰۲۴ دوباره به‌عنوان نخست‌وزیر ایسلند انتخاب شد.